# البطل الحذر
البطل الحذر (باليابانية: この勇者が俺TUEEEくせに慎重すぎる، بالروماجي: Kono Yūsha ga Ore Tsuē Kuse ni Shinchō Sugiru) هي سلسلة رواية خفيفة من تأليف لايت توتشيهي ورسم ساوري تويوتا، نشرت في البداية على الأنترنت من قبل كادوكاوا على موقع كاكويومو، منذ يونيو عام 2016. نشرت كرواية خفيفة من قبل فوجيمي شوبو منذ 10 فبراير عام 2017. اقتبست إلى سلسلة مانغا من كويوكي، نشرت فوجيمي شوبو في مجلة دراغون إيج الشهرية، منذ 9 نوفمبر عام 2018 حتى 7 أكتوبر عام 2022، تم تجمع فصول المانغا في 6 مجلدات تانكوبون. أنتجت المانغا إلى مسلسل أنمي تلفزيوني من قبل استوديو وايت فوكس، عرض الأنمي في 2 أكتوبر عام 2019 واستمر عرضه حتى 27 ديسمبر عام 2019، وتكون من 12 حلقة.

## القصة
تدور أحداث القصة عن سيا ريوغوين فتى تم استدعائه من قبل ريستارتي لإنقاذ عالم غابراندي من الدمار من قبل سيد الشياطين، لكنه حذر أكثر مما ينبغي، ويقضي الكثير من الوقت للاستعداد لرحلته، ويشتري الكثير من الدروع والمعدات، ويقضي وقتًا طويلًا جدًا في التدريب، على الرغم إنه يحارب أضعف الأعداء باستخدام أقوى مهاراته، ويشتري كميات كبيرة من الإمدادات والجرعات العلاجية كل ذلك ليظل آمنًا.

## الشخصيات
سيا ريوغوين (باليابانية: 竜宮院 聖哉، بالروماجي: Ryūgūin Seiya)
أداء صوتي: يويتشيرو أوميهارا
ريستارتي (باليابانية: リスタルテ، بالروماجي: Risutarute)
أداء صوتي: أكي تويوساكي
متشي (باليابانية: マッシュ، بالروماجي: Masshu)
أداء صوتي: كينغو كاوانيشي
إيلولو (باليابانية: エルル، بالروماجي: Eruru)
أداء صوتي: أوي كوغا
أريادوا (باليابانية: アリアドア، بالروماجي: Ariadoa)
أداء صوتي: هيبيكو يامامورا
سيرسيوس (باليابانية: セルセウス، بالروماجي: Seruseusu)
أداء صوتي: أتسشي أونو
إيشيتار (باليابانية: イシスター، بالروماجي: Ishisutā)
أداء صوتي: كيكو هان
فالكيري (باليابانية: ヴァルキュレ، بالروماجي: Varukyure)
أداء صوتي: فيروز آي
هيستياكا (باليابانية: ヘスティカ، بالروماجي: Hesutika)
أداء صوتي: سايومي واتابي
أدينيلا (باليابانية: アデネラ، بالروماجي: Adenera)
أداء صوتي: شيوري إيزاوا
ميتيس (باليابانية: ミティス، بالروماجي: Mitisu)
أداء صوتي: كوتونو ميتسويشي

## وصلات خارجية
- رواية البطل الحذر على موقع Kakuyomu (باليابانية)
- موقع الرواية الخفيفة الرسمي (باليابانية)
- موقع الأنمي الرسمي (باليابانية)
- البطل الحذر على موقع ANN anime (الإنجليزية)
- البطل الحذر على موقع ANN manga (الإنجليزية)